# The Tear That Burned
The Tear That Burned er en amerikansk stumfilm fra 1914 af Jack O'Brien.

## Medvirkende
- Lillian Gish som Anita.
- Blanche Sweet som Meg.
- Josephine Crowell.
- John T. Dillon.
- William Lowery som Chinatown Madden.